# Gosselies

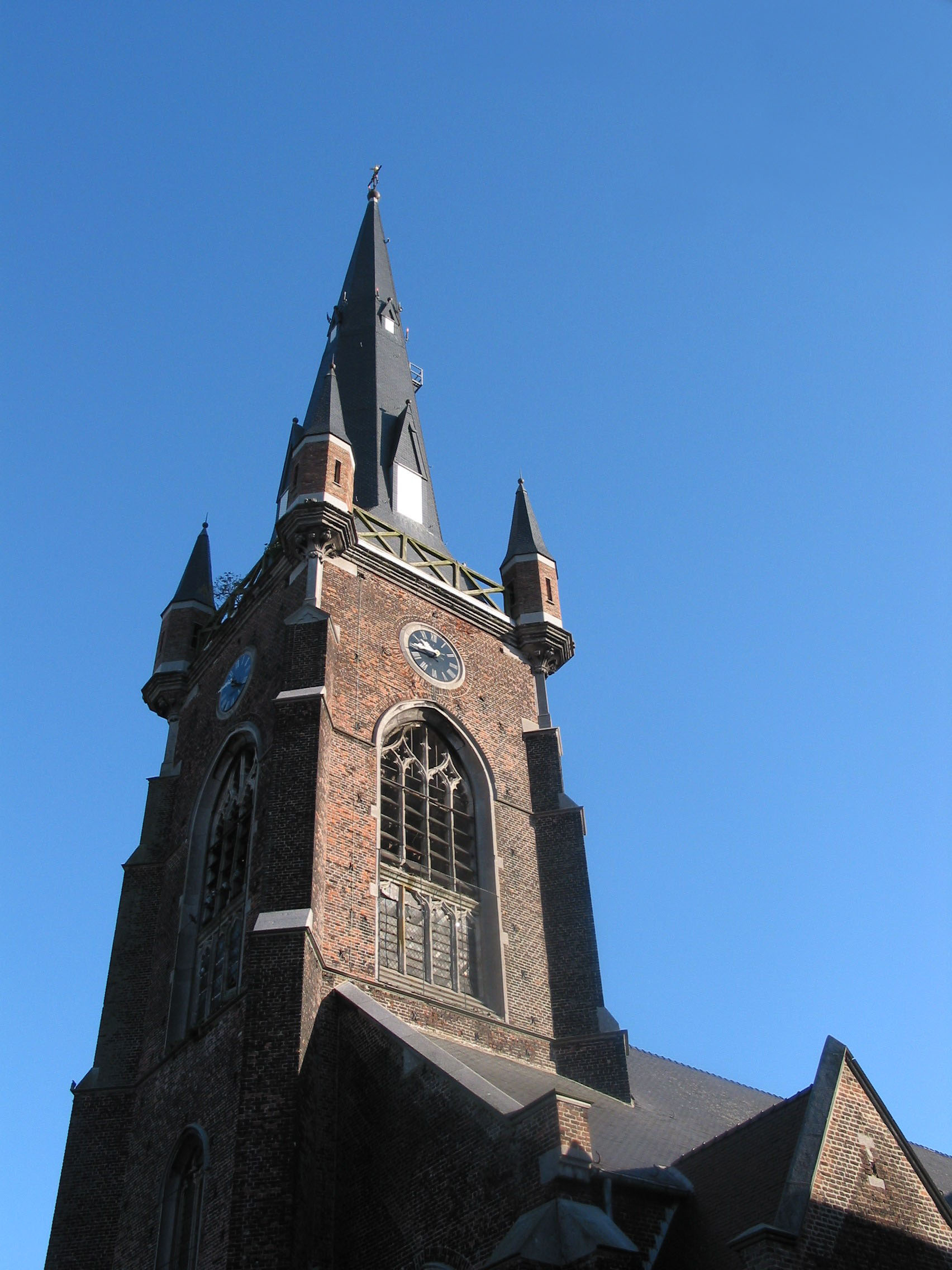
A Igreja de Saint-Jean-Baptiste.

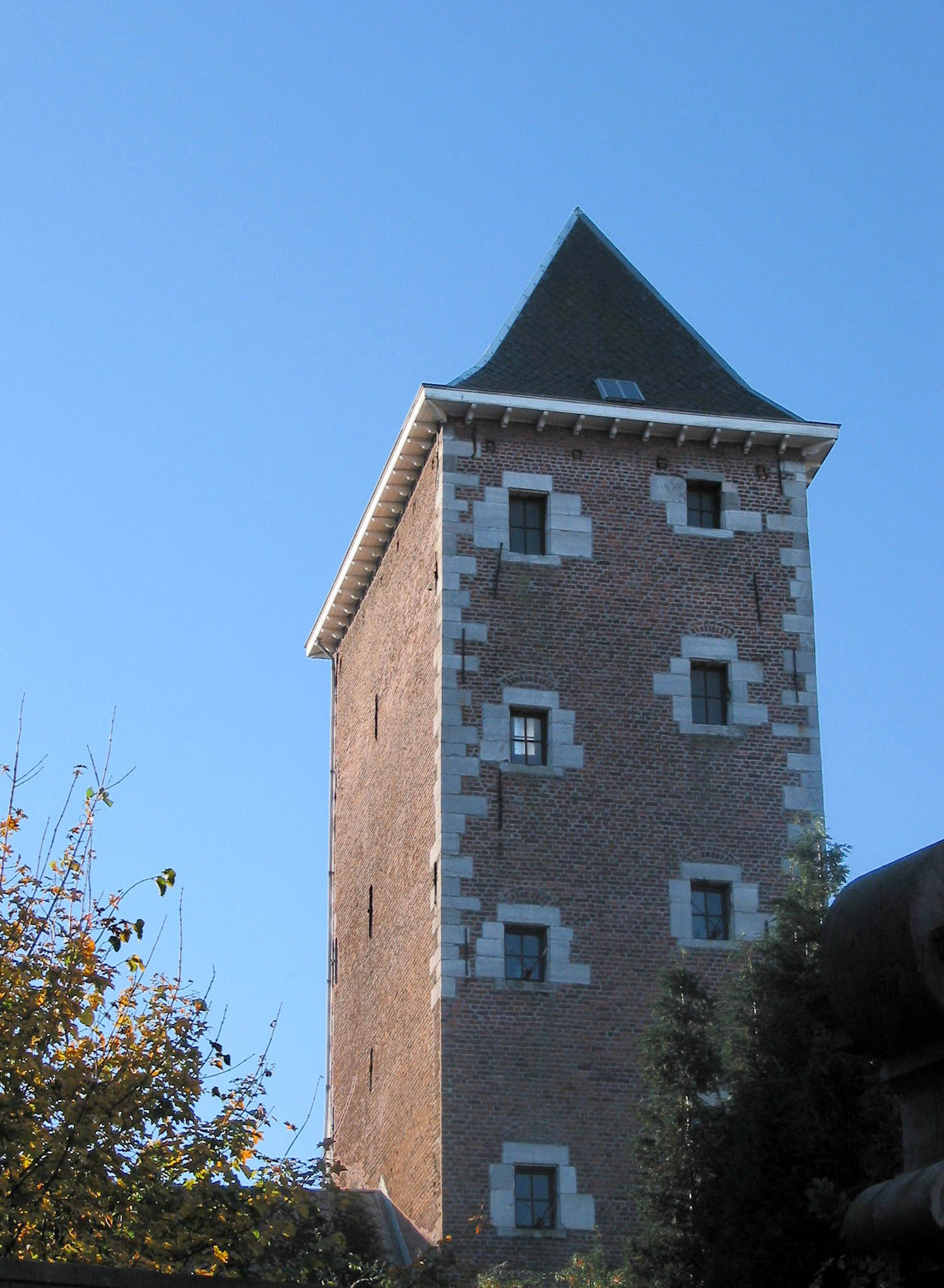
A torre medieval (1435).

Gosselies (em valão Gochliye) é uma vila e deelgemeente belga do município de Charleroi, situada na região da Valónia,  na província de Hainaut.
Foi município autónomo até 1977, a partir tornou-se apenas uma deelgemeente do município de Charleroi. 
Gosselies festejou 1000 anos em 1980. Com efeito, a primeira aparição do nome nome Gosselies foi encontrado numa ata notarial datada de 980. (do notário Notger) (Na realidade Notger era Prince-Bispo do Principado de Liège)
Gosselies é conhecida pelos eu aeroporto regional e internacional chamado  Aeroporto de Charleroi Bruxelas Sul, onde atuam diversas companhias aéreas de low cost como a  Ryanair e a Wizz Air ; é um dos dez aeroportos que servem Bruxelas.
Gosselies é um importante centro comercial  (com grandes superfícies comercis como o , centro commercial "City-Nord", ...) . Gosselies acolhe mumerosas empresas, nomeadamente no domínio da aeronáutica (SONACA, SABCA, ...)  e altas tecnologias (parque de atividades  "Aéropôle"). A empresa estadunidense Caterpillar, possui uma importante implantação em Gosselies.
Gosselies é conhecida pelos noctívagos da região de  Charleroi pelas numerosas possibilidades de lazer. , concentradas em volta do  "Circus Village", compreendendo diversas discotecas e outros divertimentos.